# Lestrygons

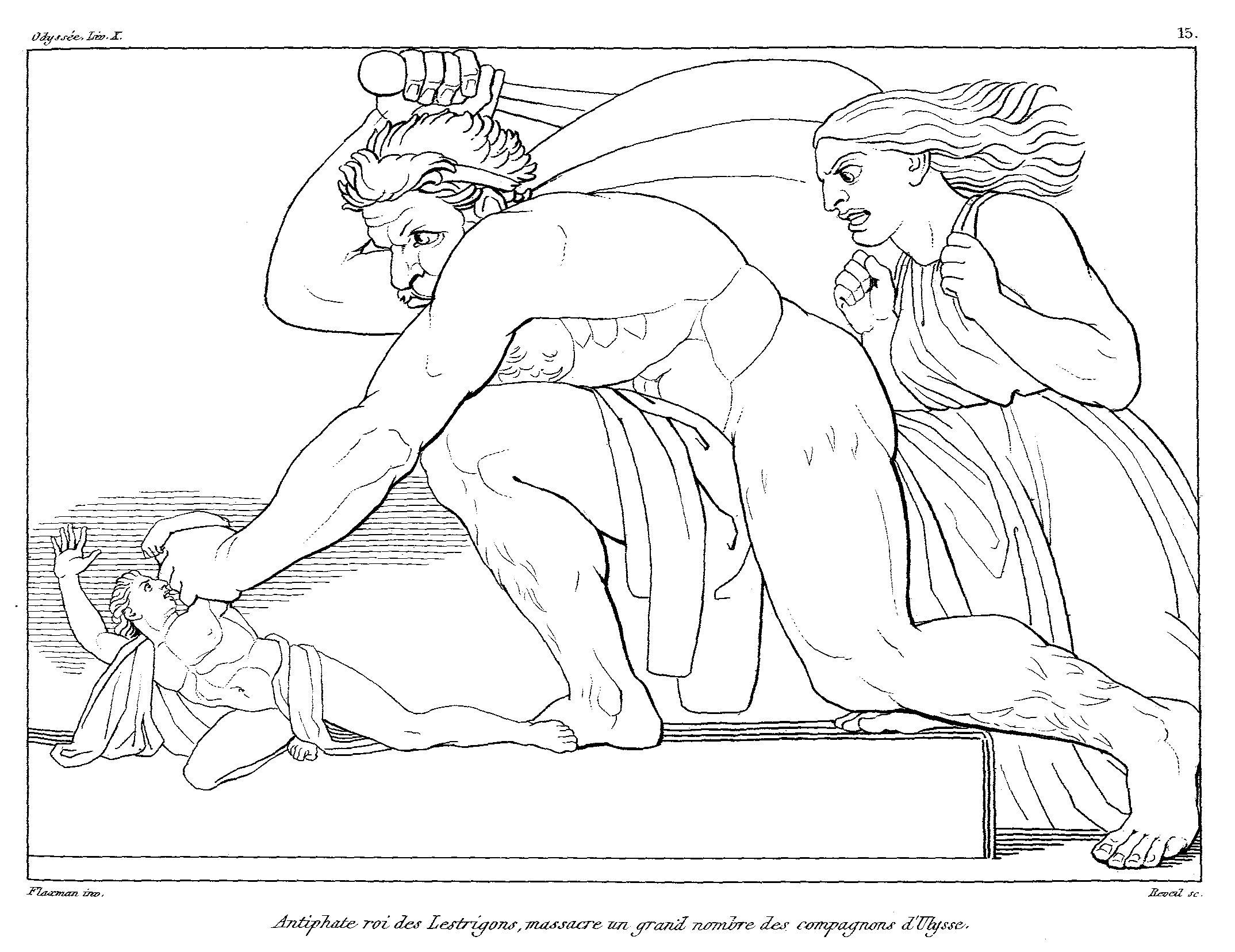
Illustration de John Flaxman pour l’Odyssée (1810)

Dans la mythologie grecque, les Lestrygons (en grec ancien Λαιστρυγόνες / Laistrugónes) sont un peuple mythique de géants féroces et anthropophages (mangeurs d'hommes). 

## Récit de l’Odyssée
Après son second départ de chez Éole, le maître des Vents, Ulysse touche le septième jour  

« (...) au pays lestrygon, sous le bourg de Lamus, la haute Télépyle, ait deux salaires, l'un à paître les bœufs, l'autre les blancs moutons ; car les chemins du jour côtoient ceux de la nuit. »

— (Odyssée, X, 82-86)
Cet épisode précède l'arrivée d'Ulysse chez Circé, sur l'île d'Ééa.

## La société des Lestrygons

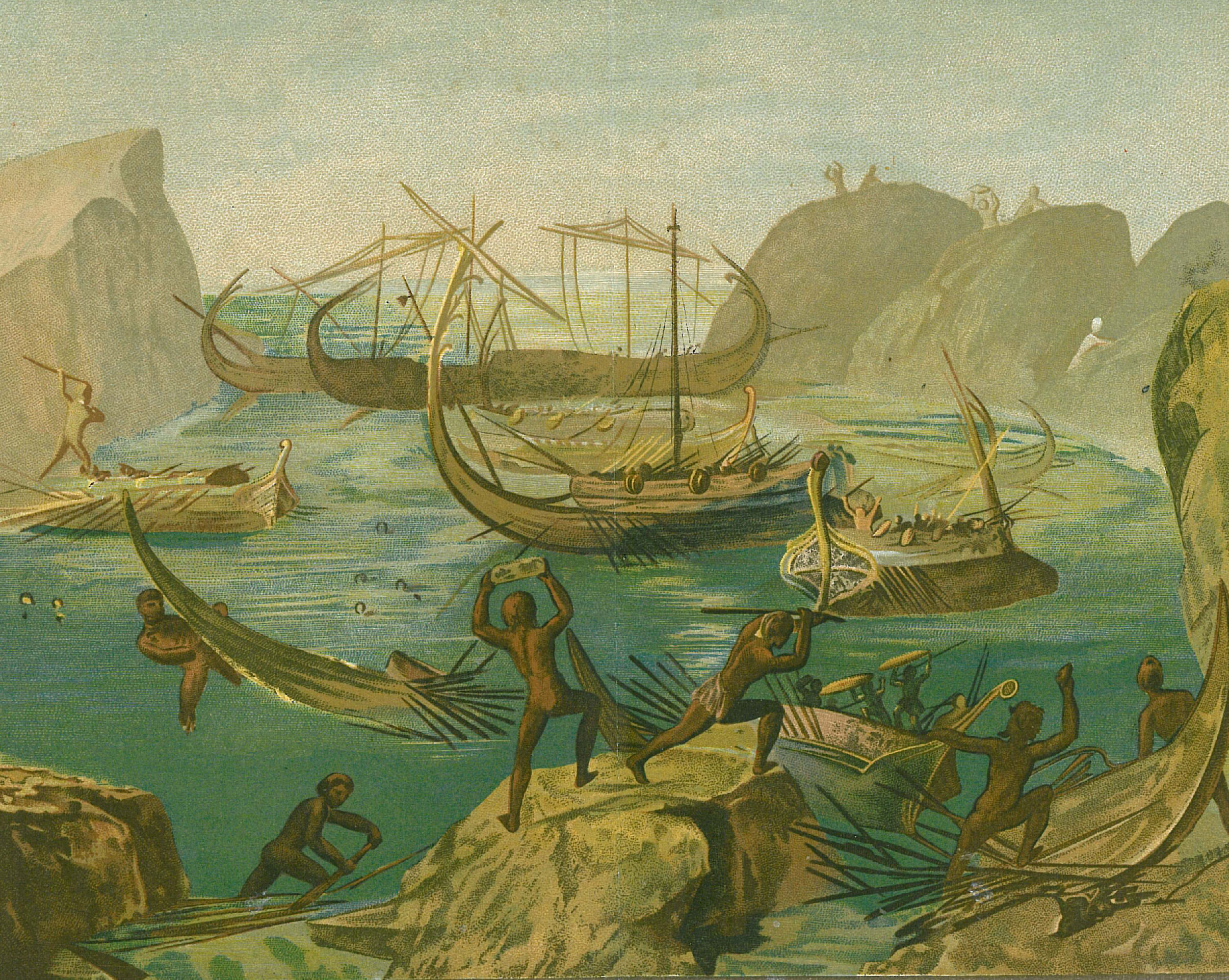
Destruction des nefs d'Ulysse par les Lestrygons, panneau peint d'époque romaine (v. 40-60), musée du Vatican

Les Lestrygons  ne sont pas Grecs, mais Homère les représente sur le modèle des rois achéens du temps de la guerre de Troie (XIIIe siècle avant notre ère) : il leur prête un palais dans une ville haute à laquelle il donne un nom grec, Télépyle, ce qui signifie « la Pylos des Lointains », par opposition à la « Pylos des sables », la cité hellénique du roi Nestor. La ville possède « un port bien connu des marins », au fond d'un bras de mer : « une double falaise, à pic et sans coupure, se dresse tout autour, et deux caps allongés qui se font vis-à-vis au-devant de l'entrée, en étranglent la bouche.»
Les Lestrygons vivent dans une bande organisée, au sein d'une ville, en grec ἄστυ, construite au sommet d'une falaise, et pourvue d'une place publique, une agora. « L'illustre palais » de leur roi, Antiphatès, est une belle demeure « aux toits élevés » dominant cette agora. Le peuple des Lestrygons appartient à la race des Géants, et forme un groupe de vaillants guerriers qui se rassemblent dès qu'ils entendent pousser le cri de guerre. L'épouse du roi, « haute comme le sommet d'une montagne », suscite une impression d'effroi chez les compagnons d'Ulysse. Et tout ce monde pratique l'anthropophagie rituelle dans le cadre d'un festin, ce qu'indique le mot grec de δαῖτα. C'est au pays des Lestrygons que Laomédon, le roi de Troie, envoie par vengeance des jeunes filles affronter la solitude et se faire dévorer par des bêtes féroces. La ville des Lestrygons pourrait se trouver en Sardaigne ou être Lentini, dans le Sud-Est de la Sicile.

## Localisation de la Télépyle des Lestrygons
Bien que présentés sous des traits mythiques, les Lestrygons et leur capitale, Télépyle, ont été localisés dès l'Antiquité par Thucydide en Sicile, là où vivaient aussi les Cyclopes. Le port de cette Télépyle est « bien connu des navigateurs  », précise Homère, et en effet, les navigateurs grecs, dès le Xe siècle av. J.-C. commerçaient avec le peuple des Tyrrhéniens pour l'importation du minerai de plomb, d'argent ou de cuivre de l'île d'Elbe et de la Sardaigne, et ont pu y faire escale. Mais le fait que les Lestrygons soient un peuple de Géants anthropophages assaillant à coups de blocs de roche les navires, dit clairement que la population de cette Télépyle se montrait féroce pour le contrôle de son port et de la navigation. 
Si l'on écarte une localisation en Sicile, où aucun site naturel ne répond à la description très précise d'Homère, il reste à situer Télépyle à l'aide des autres indications données par le poète, et qui sont de nature à guider des marins en mer Tyrrhénienne. Chez les Lestrygons, peuple de pasteurs, Homère dit que « le berger appelle le berger », ce qui est l'indice culturel bien connu de ces longs appels modulés que lancent en alternance les gardiens de troupeaux, en Corse et en Sardaigne, lorsqu'ils font mouvement. Que « les chemins du jour avoisinent ceux de la nuit », peut être interprété comme une allusion à la longueur des journées estivales par rapport aux nuits, dans les confins septentrionaux de la Méditerranée occidentale tels que se les représentaient les navigateurs grecs entre le VIIIe et le VIe siècle av. J.-C. Comme Victor Bérard, Jean Cuisenier situe donc Télépyle sur la côte sarde, précisément au fond du bras de mer de Porto Pozzo, « le Port du Puits », à l'ouest des îles actuelles de La Maddalena, entre la pointe Monte Rosso et la pointe delle Vacche. L'adéquation entre ce site et la description homérique du port, de ses falaises, et du rocher à l'embouchure est parfaite. En outre, le cap de l'Ours qui se découpe sur la ligne de crête de cette côte, constitue un amer aisément mémorisable, qui signale les sources alentour : la silhouette de cet Ours de roche rouge, dressé sur ses pattes, que signalent aussi Ptolémée et les modernes Instructions nautiques, vérifie donc aussi le vers d'Homère sur « la source de l'Ours aux belles eaux courantes où la ville s'abreuve ».Un autre site répond parfaitement a la description D'Homère, c'est le site de Bonifacio en Corse du sud avec son " port bien connu des marins », au fond d'un bras de mer : « une double falaise, à pic et sans coupure, se dresse tout autour, et deux caps allongés qui se font vis-à-vis au-devant de l'entrée, en étranglent la bouche[2].» D'autres sites correspondent à cette description dans des îles plus lointaines,aux Baléares, riches en minerais, plus en accord avec la longueur de la navigation homérique (Odyssée, X, 80) : "Durant six jours et six nuits nous errons sur la mer" . La culture talayotique de ces îles n'est pas moins ancienne que celles des nuraghi sardes, tandis que le port de Cabrera possède un accès identique à celui de Bonifacio.

## Les Lestrygons et la civilisation préhistorique corso-sarde: une hypothèse
Selon toute vraisemblance, l'épisode d'Ulysse et des Lestrygons évoque un conflit entre navigateurs grecs et guerriers corso-sardes.  Les Lestrygons d'Homère pourraient donc bien avoir pour modèle historique un peuple indigène des côtes corses ou sardes. Des échanges étaient en effet pratiqués entre marins grecs et des populations sardes à l'époque où Ulysse est censé avoir vécu, entre 1400 et 1180 av.J.-C.. Ces populations avaient atteint un haut degré de civilisation entre le XIIIe et le VIIIe siècle av. J.-C., soit bien avant l'arrivée des Phéniciens et des Carthaginois. Leurs nombreuses constructions mégalithiques, les nuraghes, sont de spectaculaires bâtiments en gros blocs de pierre assemblées sans mortier, avec des tours en forme de cônes tronqués pouvant atteindre vingt mètres de hauteur. La plupart de ces hautes tours sont encore traditionnellement considérées comme l'œuvre de Géants, et nombreux sont les lieux nommés « Tombe di Giganti » en Sardaigne. Le nom même de la mer Tyrrhénienne qui borde ces côtes nord, est et sud de la Sardaigne dérive d'ailleurs de l'ethnique grec Τυρρηνοί ou Τυρσηνοί, qui signifie « bâtisseurs de tours ».

### Sources antiques
- Homère, Odyssée [détail des éditions] [lire en ligne], Chant X, 82-131 ; Chant XXIII, 318-322.
- Ovide, Métamorphoses [détail des éditions] [lire en ligne], XIV, 233 et suiv.
- Thucydide, La Guerre du Péloponnèse [détail des éditions] [lire en ligne], VI, II, 1